# إرجون (منظمة عسكرية)

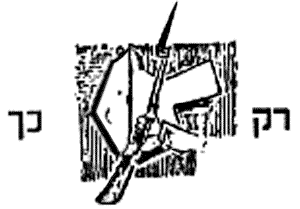
شعار الإرجون يبين هدفه بالحصول على جميع أراضي الانتداب البريطاني على فلسطين

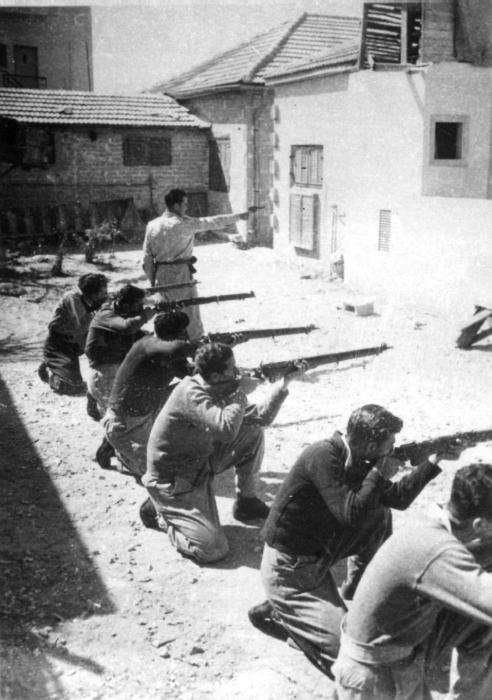
مقاتلون إرغون خلال تدريب على الأسلحة في حي هتكفا (وهو حي حاليا في تل أبيب أسس عام 1935)

الإرجون أو إتسل (بالعبرية: ארגון؛ الكامل:הארגון הצבאי הלאומי בארץ ישראל، أي: المنظمة العسكرية القومية في إسرائيل، وتلفظ: إرغون تسفائي لئومي) هي منظمة صهيونية شبه عسكرية وجدت في الفترة السّابقة لإعلان دولة الكيان الصهيوني في فلسطين عندما كانت خاضعة للانتداب البريطاني في الفترة بين 1931 و1948. ويُعزى الكثير من مشاكل الشعب الفلسطيني لمنظمة الإرجون. ويرى الكثير من الإسرائيليين في الإرجون على أنّها منظمة قتالية تنادي بحرّية إسرائيل[بحاجة لمصدر].
كان شعارها يتكون من خريطة فلسطين والأردن وعليها صورة بندقية كتب حولها «راك كاخ» أي (هكذا وحسب).

## نشأة
نشأت منظمة الإرجون التي صنفت من قبل السلطات الإنجليزية كمنظمة إرهابية في العام 1931 بتفرعها من الجناح العسكري الصهيوني آنذاك والمعروف بعصابات الهاجاناه على يد «إبراهام تيهومي». لعل من أهم أسباب انشقاق الإرجون عن الهاجاناه الصهيونية هو امتعاض الإرجون من القيود البريطانية المفروضة على الهاجاناه في تعاملها مع الثّوار الفلسطينيين.
تلقّت الإرجون دعماً سريّاً من بولندا ابتداءً من العام 1936 وكانت الحكومة البولندية تأمل في تشجيع الهجرة اليهودية البولندية عن طريق هذا الدّعم. تجدر الإشارة إلى أن اليهود كانوا من أفقر طبقات المجتمع البولندي في تلك الفترة وكان من دواعي سرور الحكومة البولندية جلاء هذه الشريحة من المجتمع البولندي إلى فلسطين.
تمثّل الدعم البولندي للإرجون على تقديم العتاد والتدريبات العسكرية، وفي العام 1943، تولّى «مناحيم بيغن» (أحد رؤساء وزراء إسرائيل لاحقاً) قيادة عصابة الإرجون، وبُعيْد إعلان دولة الكيان الصهيوني، حلّت الحكومة الإسرائيلية المؤقّتة آنذاك جميع العصابات العسكرية لتكوين «جيش الحرب الإسرائيلي» وكانت الإرجون أحد تلك العصابات

## قائمة بهجمات عصابات الإرغون في فلسطين 1937 - 1948
خلال ثورة فلسطين 1936 التي قامت ضد الانتداب البريطاني على فلسطين 1936 – 1939، قامت المنظمة الصهيونية إرجون بما يزيد عن 60 عملية ارهابية ضد الفلسطينيين العرب إضافة إلى مهاجمتها قوات الاحتلال البريطاني.
وقد تم وسم هذه المنظمة بصفة الإرهاب من قبل صحيفة نيويورك تايمز، وأيضاً من قبل اللجنة الأنجلو-أمريكية للتقصي، إضافة إلى شخصيات عالمية بارزة ومنها يهودية أمثال، وينستون تشرشل، حنة آرنت، ألبرت أينشتاين، وغيرهم.
شنت عصابة الأرجون سلسلة من العمليات الإرهابية إبان نشوب الحرب العالمية الثانية، راح ضحيتها ما يزيد عن 250 شهيد من العرب الفلسطينيين في تلك الفترة.
وفيما يلي قائمة بالعمليات الإرهابية التي ارتكبها أفراد الإرغون خلال ثلاثينيات القرن العشرين، حيث تم ارتكاب ما يزيد عن 60 عملية خلال تلك الفترة.
- آذار/ مارس 1937: مقتل مواطنين عربيين فلسطينيين في مدينة بات يام الساحلية.
- نيسان / أبريل 1938: مقتل شرطيين عربيين فلسطينيين وشرطيين بريطانيين بتفجير قنبلة داخل قطار في حيفا.
- نيسان / أبريل 1938: مقتل مواطن عربي فلسطيني بتفجير قنبلة في مقهى في مدينة حيفا.
- أيار / مايو 1938: مقتل شرطي عربي فلسطيني في هجوم على حافلة كان يستقلها على طريق القدس – الخليل.
- 24 أيار / مايو 1938: مقتل 3 مواطنين عرب فلسطينيين بالرصاص في حيفا.
- 23 حزيران / يونيو 1938: مقتل مواطنين فلسطينيين اثنين قرب تل أبيب.
- 26 حزيران / يونيو 1938: مقتل 7 مواطنين عرب فلسطينيين في انفجار قنبلة في يافا.
- 27 حزيران / يونيو 1938: قتل مواطن عربي في ساحة مستشفى في حيفا.
- أواخر حزيران / يونيو 1938: قُتل عدد غير محدد من المواطنين الفلسطينيين بتفجير قنبلة ألقيت على سوق محتشد في القدس.
- 5 تموز / يوليو 1938: إطلاق الرصاص على مجموعة من الفلسطينيين العرب وقتل 7 منهم قرب تل أبيب.
- 5 تموز / يوليو 1938: قُتل 3 مواطنين فلسطينيين في إلقاء قنبلة على حافلة تقلهم في القدس.
- 5 تموز / يوليو 1938: قُتل مواطن عربي فلسطيني في هجوم آخر في القدس.
- 6 تموز / يوليو 1938: مقتل 18 مواطن عربي فلسطيني و 5 يهود في تفجير قنبلتين موقوتتين في سوق في حيفا.
- 8 تموز / يوليو 1938: قتل 4 مواطنين فلسطينيين بقنبلة في القدس.
- 16 تموز / يوليو 1938: قُتل 10 مواطنين عرب فلسطينيين بتفجير قنبلة في سوق بالقدس.
- 25 تموز / يوليو 1938: قتل 53 مواطن فلسطيني بتفجير قنبلة في سوق بحيفا.
- 26 آب / أغسطس 1938: قُتل 24 مواطن عربي فلسطيني بتفجير قنبلة في سوق في يافا.
- 27 شباط/ فبراير 1939: قُتل 33 مواطن عربي فلسطيني خلال هجمات متعددة، سقط 24 منهم بتفجير قنبلة في منطقة السوق في حيفا، وسقط 4 آخرون في تفجير قنبلة بسوق الخضار في القدس.
- 29 أيار / مايو 1939: قتل 5 مواطنين عرب فلسطينيين بتفجير لغم أرضي قرب سينما (Rex) في القدس.
- 29 أيار / مايو 1939: إطلاق النار وقتل 5 مواطنين عرب فلسطينيين في غارة على قرية بيار عدس قضاء يافا.
- 2 حزيران / يونيو 1939: قتل 5 مواطنين عرب فلسطينيين بانفجار قنبلة قرب باب يافا في القدس.
- 12 حزيران /يونيو 1939: تفجير مكتب البريد في القدس، ومقتل خبير متفجرات بريطاني أثناء محاولته إبطال مفعول القنبلة.
- 16 حزيران / يونيو 1939: مقتل 6 مواطنين عرب فلسطينيين في هجمات متفرقة في القدس.
- 19 حزيران / يونيو 1939: مقتل 20 مواطناً عربياً فلسطينياً بتفجير شحنة من المتفجرات محملة على حمار في سوق مدينة حيفا.
- 29 حزيران / يونيو 1939: مقتل 13 فلسطيني في هجمات إطلاق نار متفرقة خلال ساعة واحدة.
- 30 حزيران / يونيو 1939: مقتل مواطن عربي فلسطيني في سوق مدينة القدس.
- 30 حزيران / يونيو 1939: إطلاق النار على مواطنين إثنين فلسطينيين في قرية لفتا شمال القدس.
- 3 تموز / يوليو 1939: مقتل مواطن عربي فلسطيني بتفجير قنبلة في سوق مدينة حيفا.
- 4 تموز / يوليو 1939: مقتل مواطنين فلسطينيين إثنين في هجومين منفصلين في القدس.
- 20 تموز / يوليو 1939: مقتل مواطن عربي فلسطيني في محطة قطار في يافا.
- 20 تموز / يوليو 1939: قتل 6 فلسطينيين في هجمات عدة قرب تل أبيب.
- 20 تموز / يوليو 1939: قتل 3 فلسطينيين قرب بلدة رحوفوت.
- 27 آب / أغسطس 1939: مقتل ضابطين بريطانيين إثنين بانفجار لغم في القدس.
- 27 أيلول / سبتمبر 1944: ما يقارب 150 من عناصر منظمة الإرغون، يشنون هجوماً مركزاً للشرطة البريطانية، أسفر عن عدد غير محدد من القتلى.
- 29 أيلول / سبتمبر 1944: اغتيال رئيس قسم الاستخبارات الجنائية في الشرطة البريطانية في مدينة القدس.
- 22 تموز / يوليو 1946: تفجير فندق الملك داوود في القدس وسقوط 91 قتيلاً أغلبهم من المدنيين، وبينهم 41 فلسطينياً، 17 يهودي، و15 بريطاني.
- 31 أكتوبر 1946: تفجير سفارة بريطانيا في روما.
- 29 سبتمبر 1947: تفجير مركز للشرطة في حيفا - 10 قتلى.
- 29 ديسمبر 1947: إلقاء قنبلة يدوية على مقهى بالقدس - 13 قتيل.
- 9 أبريل 1948: الإرجون وجماعة شتيرن ترتكب مذبحة دير ياسين - 360 قتيل.